# جوزف ماول
جوزف ماول (به انگلیسی: Joseph Mawle) (زاده ۲۱ مارس ۱۹۷۴) بازیگر انگلیسی است. او بیشتر بخاطر بازی در نقش بنجن استارک در سریال بازی تاج‌وتخت و همچنین ایفای نقش آدار در سریال ارباب حلقه‌ها: حلقه‌های قدرت شناخته شده است. از فیلم‌های معروف او می‌توان به بازی در فیلم نور سرد روز و بی روح اشاره کرد.
او در اثر آماس گوش درونی مبتلا به ناشنوایی است.